# Cran-Gevrier
Cran-Gevrier és un municipi delegat francès, situat al departament de l'Alta Savoia i a la regió d'Alvèrnia-Roine-Alps. L'any 2007 tenia 16.646 habitants.
L'1 de gener de 2017, Cran-Gevrier es va fusionar amb Annecy.

## Demografia

### Població
El 2007 la població de fet de Cran-Gevrier era de 16.646 persones. Hi havia 7.153 famílies de les quals 2.743 eren unipersonals (1.140 homes vivint sols i 1.603 dones vivint soles), 1.778 parelles sense fills, 1.976 parelles amb fills i 656 famílies monoparentals amb fills.
La població ha evolucionat segons el següent gràfic:
Habitants censats

### Habitatges
El 2007 hi havia 7.810 habitatges, 7.362 eren l'habitatge principal de la família, 104 eren segones residències i 343 estaven desocupats. 961 eren cases i 6.624 eren apartaments. Dels 7.362 habitatges principals, 4.120 estaven ocupats pels seus propietaris, 3.065 estaven llogats i ocupats pels llogaters i 178 estaven cedits a títol gratuït; 672 tenien una cambra, 1.232 en tenien dues, 1.944 en tenien tres, 2.230 en tenien quatre i 1.285 en tenien cinc o més. 3.969 habitatges disposaven pel capbaix d'una plaça de pàrquing. A 4.074 habitatges hi havia un automòbil i a 2.128 n'hi havia dos o més.

### Piràmide de població
La piràmide de població per edats i sexe el 2009 era:
| Homes | Edats   | Dones |
| ----- | ------- | ----- |
| 4     | 95 o +  | 4     |
| 12    | 90 a 94 | 28    |
| 44    | 85 a 89 | 88    |
| 64    | 80 a 84 | 128   |
| 100   | 75 a 79 | 204   |
| 244   | 70 a 74 | 376   |
| 288   | 65 a 69 | 340   |
| 348   | 60 a 64 | 364   |
| 380   | 55 a 59 | 404   |
| 572   | 50 a 54 | 604   |
| 616   | 45 a 49 | 692   |
| 632   | 40 a 44 | 588   |
| 596   | 35 a 39 | 740   |
| 656   | 30 a 34 | 637   |
| 717   | 25 a 29 | 640   |
| 588   | 20 a 24 | 508   |
| 572   | 15 a 19 | 592   |
| 452   | 10 a 14 | 536   |
| 552   | 5 a 9   | 520   |
| 472   | 0 a 4   | 480   |

## Economia
El 2007 la població en edat de treballar era d'11.530 persones, 8.957 eren actives i 2.573 eren inactives. De les 8.957 persones actives 8.267 estaven ocupades (4.631 homes i 3.636 dones) i 691 estaven aturades (289 homes i 402 dones). De les 2.573 persones inactives 755 estaven jubilades, 985 estaven estudiant i 833 estaven classificades com a «altres inactius».

### Ingressos
El 2009 a Cran-Gevrier hi havia 7.042 unitats fiscals que integraven 16.044,5 persones, la mediana anual d'ingressos fiscals per persona era de 18.944 €.

### Activitats econòmiques
Dels 1.031 establiments que hi havia el 2007, 6 eren d'empreses extractives, 16 d'empreses alimentàries, 10 d'empreses de fabricació de material elèctric, 2 d'empreses de fabricació d'elements pel transport, 54 d'empreses de fabricació d'altres productes industrials, 193 d'empreses de construcció, 222 d'empreses de comerç i reparació d'automòbils, 30 d'empreses de transport, 53 d'empreses d'hostatgeria i restauració, 36 d'empreses d'informació i comunicació, 49 d'empreses financeres, 37 d'empreses immobiliàries, 165 d'empreses de serveis, 102 d'entitats de l'administració pública i 56 d'empreses classificades com a «altres activitats de serveis».
Dels 289 establiments de servei als particulars que hi havia el 2009, 2 eren oficines de correu, 10 oficines bancàries, 32 tallers de reparació d'automòbils i de material agrícola, 2 tallers d'inspecció tècnica de vehicles, 2 establiments de lloguer de cotxes, 3 autoescoles, 27 paletes, 57 guixaires pintors, 29 fusteries, 23 lampisteries, 22 electricistes, 2 empreses de construcció, 15 perruqueries, 2 veterinaris, 4 agències de treball temporal, 32 restaurants, 15 agències immobiliàries, 4 tintoreries i 6 salons de bellesa.
Dels 67 establiments comercials que hi havia el 2009, 1 era, 1 un hipermercat, 2 botigues de més de 120 m², 3 botiges de menys de 120 m², 12 fleques, 5 carnisseries, 3 llibreries, 8 botigues de roba, 4 botigues d'equipament de la llar, 1 una botiga d'equipament de la llar, 2 botigues d'electrodomèstics, 11 botigues de mobles, 5 botigues de material esportiu, 3 drogueries, 1 un drogueria, 2 joieries i 3 floristeries.
L'any 2000 a Cran-Gevrier hi havia 6 explotacions agrícoles.

## Equipaments sanitaris i escolars
El 2009 hi havia 7 farmàcies i 1 ambulància.
El 2009 hi havia 5 escoles maternals i 6 escoles elementals. A Cran-Gevrier hi havia 1 col·legi d'educació secundària, 1 liceu d'ensenyament general i 1 liceu tecnològic. Als col·legis d'educació secundària hi havia 483 alumnes, als liceus d'ensenyament general n'hi havia 1.582 i als liceus tecnològics 520.
Cran-Gevrier disposava d'un centre de formació no universitària superior de formació tècnica.

## Poblacions més properes
El següent diagrama mostra les poblacions més properes.